# Округ Кофман (Тексас)
Округ Кофман (енгл. Kaufman County) је округ у америчкој савезној држави Тексас. По попису из 2010. године број становника је 103.350.

## Демографија
Према попису становништва из 2010. у округу је живело 103.350 становника, што је 32.037 (44,9%) становника више него 2000. године.
| Група             | 2000.          | 2010.          |
| Белци             | 54.424 (76,3%) | 72.328 (70,0%) |
| Афроамериканци    | 7.511 (10,5%)  | 10.730 (10,4%) |
| Азијати           | 333 (0,5%)     | 903 (0,9%)     |
| Хиспаноамериканци | 7.925 (11,1%)  | 17.548 (17,0%) |
| Укупно            | 71.313         | 103.350        |